# Robert Sohl
Robert Sohl (né le 28 mars 1928 à York (Pennsylvanie) et mort le 8 avril 2001 à Highland Beach) est un nageur américain spécialiste des épreuves de brasse.

## Palmarès

### Jeux olympiques
- Jeux olympiques de 1948 à Londres (Grande-Bretagne) :
  -  Médaille de bronze du 200 m brasse[1].